# キクラゲ科
キクラゲ科（―か、学名:Auriculariaceae）は異型担子菌綱、キクラゲ目の菌類。この科ではキクラゲが有名。ブナ、ナラなどの枯れ木に群生する。
キクラゲ科のキノコに毒のあるものは無いので、多くが食用として採取される。